# Berthold Gerber
Berthold Gerber (* 15. April 1937; † 24. Juli 2018) war ein deutscher Tischtennisfunktionär.

## Leben
Gerber war in der Deutschen Demokratischen Republik (DDR) von 1967 bis 1990 in Karl-Marx-Stadt Vorsitzender des Bezirksfachausschusses Tischtennis. 1978 wurde er mit der Ehrenplakette des Deutschen Tischtennis-Verbandes der DDR sowie 1981 vom Deutschen Turn- und Sportbund (DTSB) mit der Friedrich-Ludwig-Jahn-Medaille ausgezeichnet. Nach dem Ende der DDR hatte Gerber von 1990 bis 2013 das Amt des Vorsitzenden des Sächsischen Tischtennis-Verbandes (STTV) inne. 2013 wurde er zum STTV-Ehrenpräsidenten ernannt. Er war seit 2007 Träger der Ehrenmedaille des Sächsischen Tischtennis-Verbandes sowie seit 2012 der Ehrennadel in Gold des Deutschen Tischtennis-Bundes (DTTB).